# Vostok Airlines
Vostok Airlines är ett flygbolag i Khabarovsk, Ryssland som flyger bland annat AN-38. Flygbolaget har sin bas på Khabarovsk Novy Airport.